# Villard-Sallet
Villard-Sallet is een gemeente in het Franse departement Savoie (regio Auvergne-Rhône-Alpes) en telt 213 inwoners (2004). De plaats maakt deel uit van het arrondissement Chambéry.

## Geografie
De oppervlakte van Villard-Sallet bedraagt 3,1 km², de bevolkingsdichtheid is 68,7 inwoners per km².
De onderstaande kaart toont de ligging van Villard-Sallet met de belangrijkste infrastructuur en aangrenzende gemeenten.

## Demografie
Onderstaande figuur toont het verloop van het inwonertal (bron: INSEE-tellingen).